# Muzeum Rzeźby im. Xawerego Dunikowskiego w Królikarni
Muzeum Rzeźby im. Xawerego Dunikowskiego w Królikarni – muzeum sztuki znajdujące się w pałacu Królikarnia przy ul. Puławskiej 113a w Warszawie. Jest oddziałem Muzeum Narodowego w Warszawie.

## Opis
Muzeum zostało otwarte 26 stycznia 1965.
Placówka prezentuje kolekcję rzeźby (w tym prace Xawerego Dunikowskiego). Zbiory prezentowane są w budynku Królikarni oraz otaczającym ją parku